# Jean Bellette

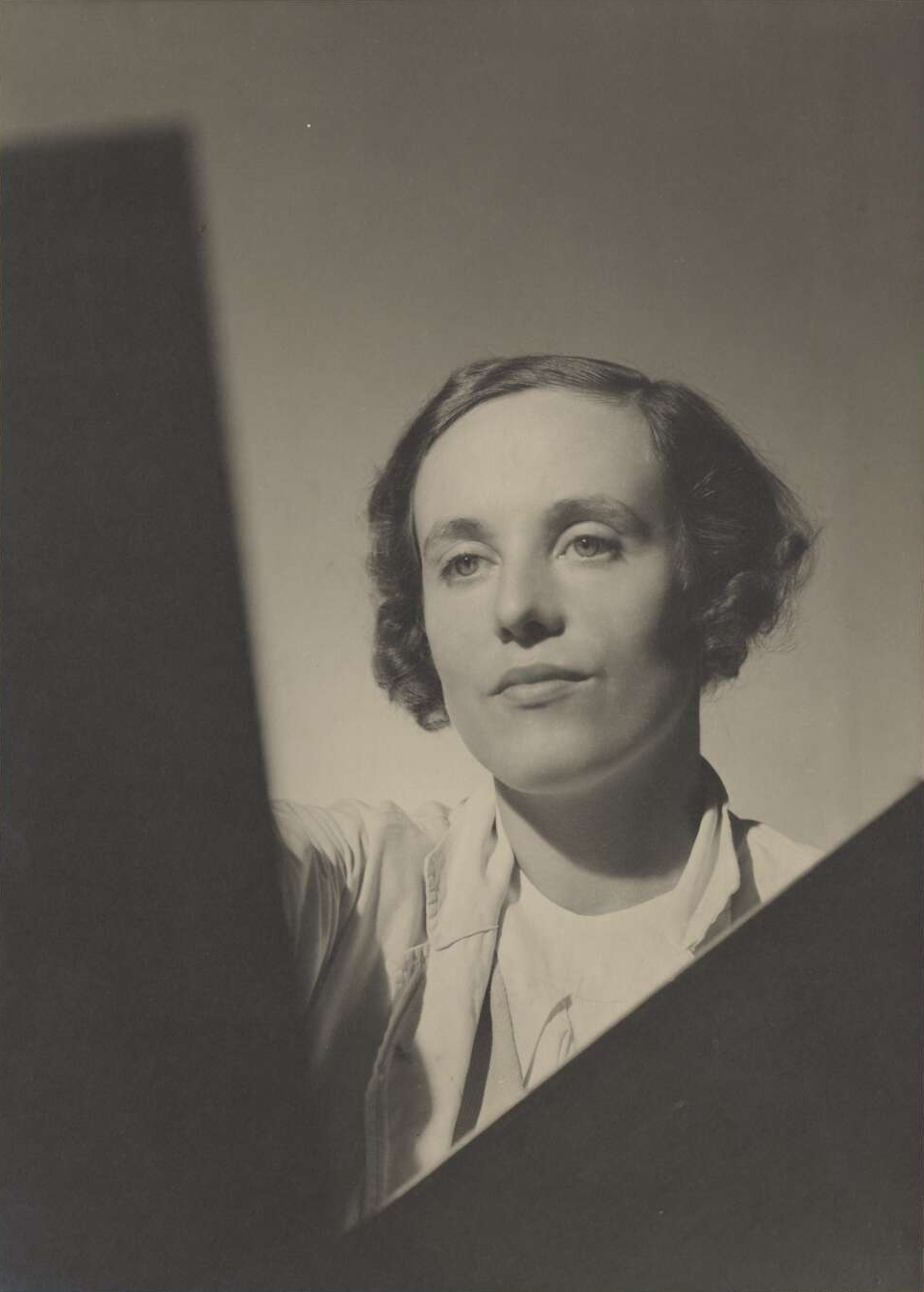
Jean Bellette, 1936

Jean Mary Bellette (* 25. März 1908 in Hobart, Tasmanien, Australien; † 16. März 1991 in Palma, Spanien) war eine australische Malerin. Sie war bis 2016 die einzige Frau, die mehr als einmal mit dem Sulman-Preis ausgezeichnet worden war, 1942 mit For Whom the Bell Tolls und 1944 mit Iphigenia in Tauris.

## Leben und Werk
Bellette studierte am Hobart Technical College bei Lucien Dechaineux und in den 1930er Jahren an der Julian Ashton School of Art in Sydney. Sie lernte 1939 auf einer Studienreise nach Europa den in Frankfurt am Main geborenen schweizerischen Künstler und Kunstkritiker Paul Haefliger kennen und heiratete ihn. In London studierte sie an der Westminster Art School, wo Mark Gertler und Bernard Meninsky zu ihren Lehrern gehörten.
Sie kehrte Ende der 1930er Jahre kurz vor Kriegsausbruch mit ihrem Ehemann nach Sydney zurück, wie auch viele andere Maler zur gleichen Zeit zurück nach Australien kamen. Hier baute sie ihren Ruf auf neoklassizistischen Figuren in Landschaften auf und unterrichtete am East Sydney Technical College. In den Jahren 1942 und 1944 wurde sie mit dem Sulman-Preis ausgezeichnet. Sie und Haefliger kauften ein Cottage in Hill End, New South Wales, und beherbergten viele der ersten Künstler, die in die Gegend kamen.
1947 gründete der römische Industrielle Claudio Alcorso in Derwent Park die Firma Silk and Textile Printers Ltd. Alcorso beauftragte ausgewählte australische Künstler, zu denen auch Bellette gehörte, neue Stoffe zu entwerfen, die dann auf Seide, Wolle und Leinen gedruckt wurden. Die Designs wurden in bedeutenden nationalen Ausstellungen gezeigt und trugen dazu bei, einen Designwandel auf nationaler Ebene zu bewirken, und waren Teil einer globalen Entwicklung im Design von Stoffen.
Ab 1957 lebte Bellettes mit ihrem Mann auf Mallorca, wo sie bis zu ihrem Tod 1991 lebte. Das Hill End Cottage wurde dem NSW National Parks and Wildlife Service vermacht, der Organisation, die die historische Stätte in Hill End seit 1967 verwaltete. Eine Bedingung für das Vermächtnis war, dass das Cottage als Rückzugsort für Künstler erhalten bleibt.
Bellettes bevorzugtes Genre beim Zeichnen und Malen bewegte sich in Richtung Neoklassik, Akte, Figuren, Landschaften und Stillleben. Ihr Interesse an mythologischen Quellen zeigte sich in ihren späteren Werken.
Eine große Anzahl ihrer Werke befindet sich in der Art Gallery of New South Wales, der Art Gallery of South Australia, der Art Gallery of Western Australia, der Bendigo Art Gallery, der Geelong Art Gallery, der National Gallery of Australia und der Tasmanian Museum and Art Gallery. In den Jahren 2004 bis 2005 fand eine große retrospektive Ausstellung in der Bathurst Regional Art Gallery, der SH Ervin Gallery in Sydney, dem Kunstmuseum der Universität von Queensland, der Mornington Peninsula Regional Gallery und der Drill Hall Gallery in Canberra statt.

## Werke (Auswahl)
- Um 1940: The Surfers
- 1945: Two Girls
- 1945: Oedipus
- 1950: The Poet and Claudia
- 1954: Still Life with Fish
- 1955: Figures in a classical landscape
- 1970: Pollensa, Majorca
- 1980: Hiding Place
- Hill End (Aquarell)
- Near th Push
- Two Couples Kissing
- The Mourners
- Chorus Without Iphigenia
- Pyrmont Girl
- Majorcan Woman

## Ausstellungen (Auswahl)
- 1940: Macquarie Galleries, Sydney
- 1942: Contemporary Art Society: Exhibition 1942
- 1943: Exhibition of paintings by women artists, Macquarie Galleries, Sydney
- 1946: Exhibition of Australian women painters, National Art Gallery of NSW, Sydney
- 1955: Christmas selection 1, Macquarie Galleries, Sydney
- 1960: An exhibition of Women's achievements in the Arts, David Jones Art Gallery, Sydney
- 1975: Australian Women Artists, One Hundred Years 1840–1940, Melbourne University, Ewing and George Paton Gallery, Melbourne
- 1976: Einzelausstellung, Holdsworth Gallery, Sydney
- 1977: Project 21: Women's Images of Women, Art Gallery of New South Wales, Sydney
- 1982: Grace Cossington Smith and other women artists from the collection, Bathurst Regional Art Gallery, Bathurst
- 1995: Before their Time, Bathurst Regional Art Gallery, Bathurst
- 1995: Australian Women Artists of the Twentieth Century from the collection of Elinor and Fred Wrobel, Woolloomooloo Gallery, Woolloomooloo, Sydney
- 1995: Colonial Pastime to Contemporary Profession: 150 years of Australian Women's Art, Tasmanian Museum and Art Gallery, Hobart
- 1995: Review, Art Gallery of New South Wales, Sydney
- 2005: Jean Bellette Retrospektive, SH Ervin Gallery, Sydney
- 2011 Gruppenausstellung JAAS, Eva Breuer Art Dealer, Woollahra, Sydney
- 2015: Kilgour Prize 2015, Newcastle Art Gallery, Newcastle
- 2018:  Australische Künstlerinnen, Philip Bacon Galleries, New Farm